# J-T08
J-T08(ジェイティー ゼロハチ)は、東芝が製造し、J-フォン（現・ソフトバンク）が販売していたPDC通信方式の携帯電話端末である。

## 特徴
携帯電話としては世界初となるQVGA液晶を備えた端末である。
先代に当たるJ-T07からデザインを一新しており、アンテナの位置が従来の同社のJ-PHONE端末で採用されていた先端から中ヒンジに変更されている。
なお、J-T09以降の同社のJ-PHONE及びボーダフォン端末はこの機種のデザインがベースとなっている。